# Belgiens förenta stater
Belgiens förenta stater (nederländska: Verenigde Nederlandse Staten eller Förenade belgiska staterna, franska: États-Belgiques-Unis) var en konfederation i Södra Nederländerna som fanns under 1790 mellan januari och december, i samband med en kortlivad revolt mot Habsburgs kejsare Josef II. Statsbildningen kallades också Förenade nederländska staterna.

## Historia
Genom Upplysningstiden under 1700-talet inspirerades Josef II, som efterträdde Maria Teresia, till en rad reformer med syfte att modernisera politiken, juridiken och administrationen i Österrikiska Nederländerna. I januari 1789 uppstod ett kyrkligt uppror mot centraliseringen och kyrkopolitiken, som lett till att Romersk-katolska kyrkan blivit av med mycket av sin makt. Den så kallade Brabantrevolutionen hade inletts.

### Fotnoter
1. ↑  Marie-Thérèse Bitsch, Histoire de la Belgique, Hatier, 1992, p. 63